# Ryszard Kaczorowski

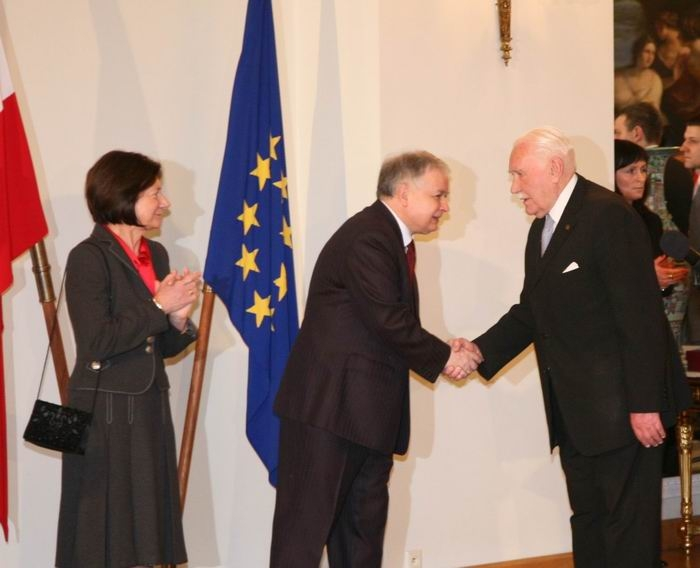
Ryszard Kaczorowski z prezydentem Lechem Kaczyńskim i Pierwszą Damą Marią Kaczyńską (2008)

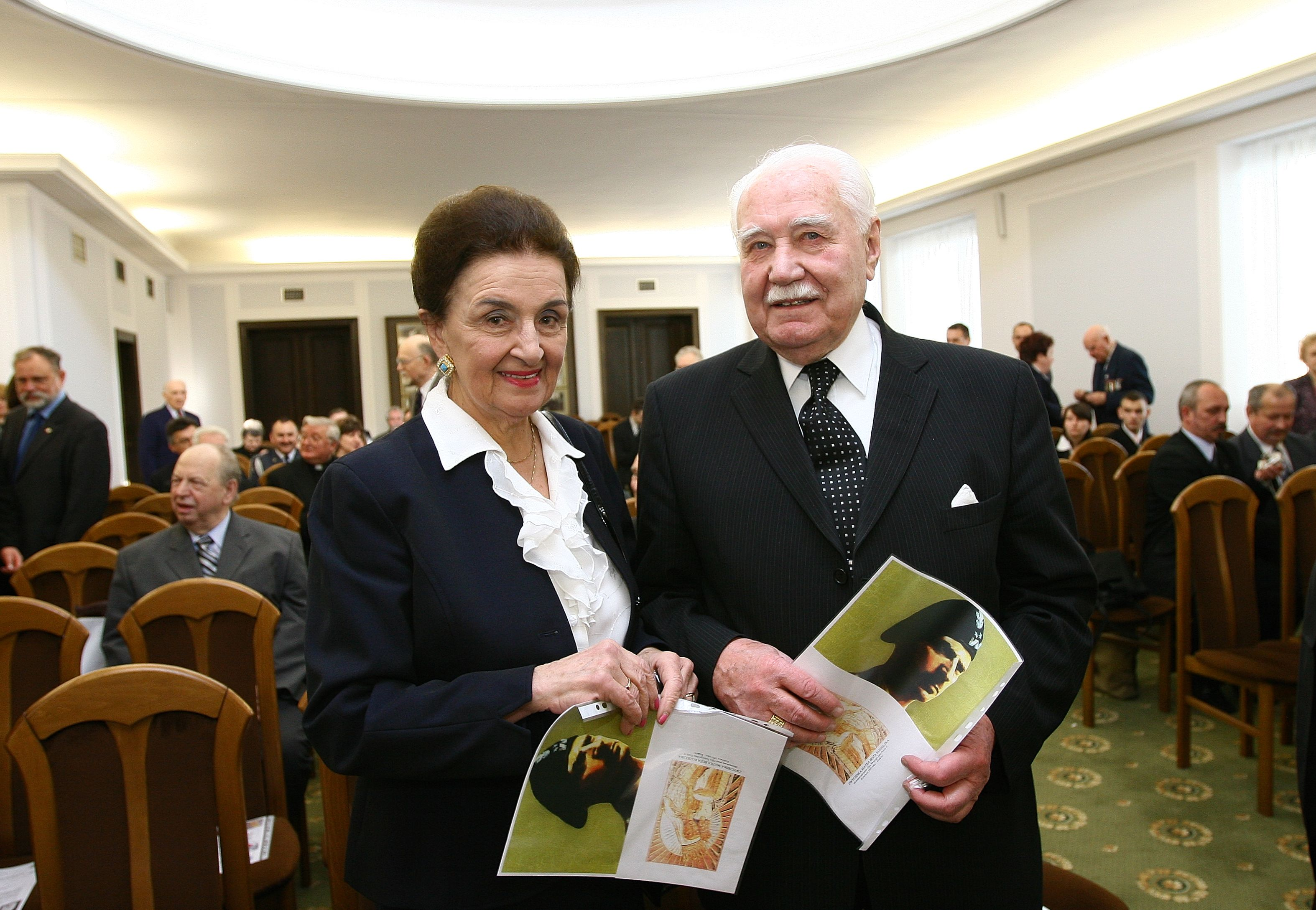
Z żoną Karoliną Kaczorowską (2008)

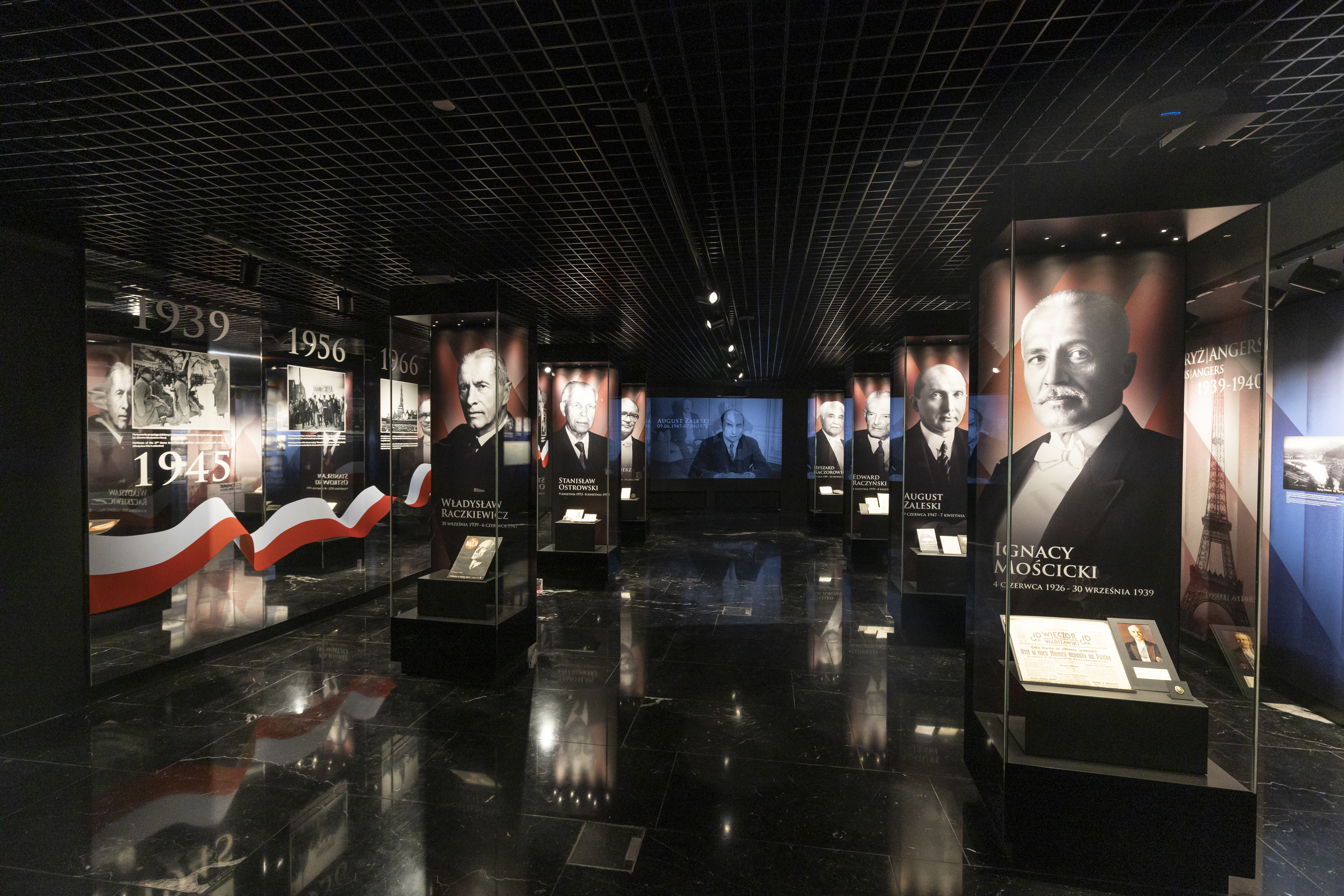
Izba Pamięci poświęcona Prezydentom RP na uchodźstwie przy Świątyni Opatrzności Bożej w Warszawie

Ryszard Kaczorowski (ur. 26 listopada 1919 w Białymstoku, zm. 10 kwietnia 2010 w Smoleńsku) – polski polityk, działacz społeczny i harcerz, w latach 1989–1990 szóstyprezydent Rzeczypospolitej Polskiej na uchodźstwie.
Komendant chorągwi Szarych Szeregów w Białymstoku w 1940, od 2009 honorowy harcmistrz Rzeczypospolitej, po 1945 na emigracji, członek Rady Narodowej Rzeczypospolitej Polskiej. Był ostatnim prezydentem Rzeczypospolitej Polskiej na uchodźstwie. 22 grudnia 1990 złożył urząd na ręce nowo wybranego w pierwszych, od zakończenia II wojny światowej, wolnych wyborach w kraju i zaprzysiężonego prezydenta RP Lecha Wałęsy. Na Zamku Królewskim w Warszawie uroczyście przekazał mu insygnia władzy państwowej II Rzeczypospolitej Polskiej. Kawaler Orderu Orła Białego.

## Życiorys

### Wczesne lata
Pochodził z rodziny szlacheckiej pieczętującej się herbem Jelita. Był młodszym synem Wacława Kaczorowskiego i Jadwigi z Sawickich. Wychował się w domu przy ul. Mazowieckiej 7 w Białymstoku, przed wojną instruktor harcerski.
Od najmłodszych lat należał do harcerstwa. Po zajęciu miasta przez Armię Czerwoną tworzył Szare Szeregi, gdzie pełnił funkcję komendanta Okręgu Białostockiego. Był łącznikiem między Szarymi Szeregami a Komendantem Związku Walki Zbrojnej. 17 lipca 1940 roku aresztowany przez NKWD i więziony w Białymstoku oraz w Mińsku, gdzie po dwudniowym procesie 1 lutego 1941 roku skazany na karę śmierci przez Najwyższy Sąd Białoruskiej Republiki Radzieckiej. Po stu dniach pobytu w celi śmierci 10 maja sąd ZSRR zamienił wyrok na dziesięć lat łagrów. Wywieziony na Kołymę, odzyskał wolność po podpisaniu układu Sikorski-Majski. W marcu 1942 roku wstąpił do Armii Polskiej w ZSRR formowanej przez generała Andersa. W czasie kampanii włoskiej, w stopniu starszego strzelca, walczył w szeregach 3 Karpackiego batalionu łączności należącego do 3 Dywizji Strzelców Karpackich. Między innymi wziął udział bitwie o Monte Cassino.

### Na emigracji
Po wojnie pozostał na emigracji w Wielkiej Brytanii, gdzie ukończył Szkołę Handlu Zagranicznego. Przez 35 lat pracował jako księgowy.
Ryszard Kaczorowski aktywnie działał w ZHP na emigracji. W 1946 roku został harcmistrzem. Był naczelnikiem harcerzy w latach 1955–1967, a następnie przewodniczącym Związku Harcerstwa Polskiego na uchodźstwie w latach 1967–1988. W 1968 roku otrzymał jubileuszową „Tarczę Lwowa” z okazji 50-lecia Obrony Lwowa 1918–1968. Pełnił też funkcję komendanta reprezentacji polskiej na Międzynarodowym Jubileuszowym Jamboree 1957 roku oraz komendanta Światowego Zlotu Harcerstwa na Monte Cassino w 1969 roku i w Belgii w 1982 roku. Działał na forum Rady Narodowej (parlament emigracyjny). 17 lutego 1986 roku w rządzie na emigracji Kazimierza Sabbata został mianowany ministrem bez teki. W maju tegoż roku w nowym rządzie premiera Edwarda Szczepanika objął tekę ministra do spraw krajowych.
25 stycznia 1988 roku Prezydent RP, Kazimierz Sabbat, na podstawie artykułu 24 Konstytucji RP z 23 kwietnia 1935 roku, wyznaczył go w zarządzeniu na „następcę Prezydenta Rzeczypospolitej na wypadek opróżnienia się urzędu Prezydenta Rzeczypospolitej przed odzyskaniem przez Polskę niepodległości”. Po nagłej śmierci Kazimierza Sabbata 19 lipca 1989 roku, tego samego dnia wieczorem w godz. 22–23, zgodnie z art. 19 Konstytucji RP złożył przysięgę i objął urząd Prezydenta Rzeczypospolitej Polskiej na Uchodźstwie. Prezydent Kaczorowski powierzył dalsze pełnienie urzędu premiera polskiego rządu emigracyjnego Edwardowi Szczepanikowi, sprawującemu tę funkcję od 1986 roku. 20 grudnia 1990 roku zakończył działanie swojego urzędu oraz rządu na emigracji i cztery dni później przekazał na Zamku Królewskim w Warszawie insygnia prezydenckie II Rzeczypospolitej, wśród nich insygnia Orderu Orła Białego i Orderu Odrodzenia Polski wybranemu w wyborach powszechnych prezydentowi Lechowi Wałęsie.

### Działalność po prezydenturze na uchodźstwie

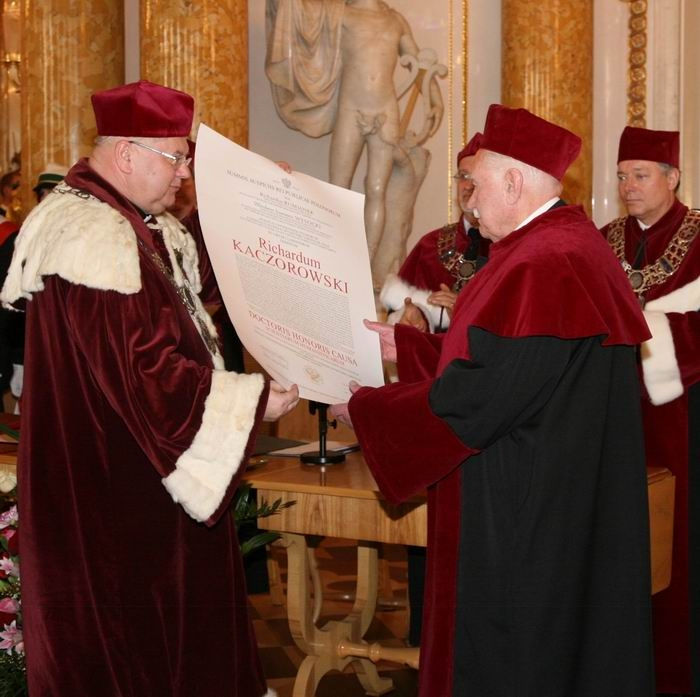
Ryszard Rumianek wręcza Ryszardowi Kaczorowskiemu tytuł doktora honoris causa UKSW (2008)

Ryszardowi Kaczorowskiemu, zgodnie z ustawą z dnia 30 maja 1996 r. o uposażeniu byłego Prezydenta Rzeczypospolitej Polskiej przysługiwała dożywotnio pensja, środki finansowe na prowadzenie biura (mieściło się w dawnej siedzibie Rządu na Uchodźstwie w Londynie) oraz ochrona osobista BOR-u na terenie Polski. Nadal mieszkał w Londynie, jednak często przebywał w Polsce, gdzie uczestniczył i patronował wielu wydarzeniom.
W listopadzie 1994 ówczesny premier Waldemar Pawlak wyszedł z inicjatywą zaproszenia do współrządzenia przedstawicieli polskiej emigracji niepodległościowej i zaproponował Ryszardowi Kaczorowskiemu objęcie urzędu ministra obrony narodowej. Pomysł ten spotkał się z krytyką mediów, które uznały go za „powoływanie panteonu narodowego, a nie ministra”; również politycy zaczęli przerzucać się innymi równie nieprawdopodobnymi kandydaturami, np. Wojciecha Jaruzelskiego czy Stanisława Maczka. Ostatecznie Kaczorowski nie przyjął złożonej mu propozycji „ze względu na wiek”, jak napisał w swoim oświadczeniu. Nie zniknął jednak zupełnie z życia publicznego. Był m.in. sekretarzem honorowym Funduszu Pomocy Krajowej, przewodniczącym Rady Dziedzictwa Archiwalnego w Warszawie, członkiem Głównej Kwatery Harcerzy Związku Harcerstwa Polskiego poza granicami Kraju w Londynie, członkiem Rady Programowej Towarzystwa Naukowego im. Stanisława ze Skarbimierza, patronem Fundacji Ochrony Zabytków Militarnych w Londynie oraz honorowym członkiem Polish American Youth w Chicago.

### Śmierć, pogrzeb, ekshumacja

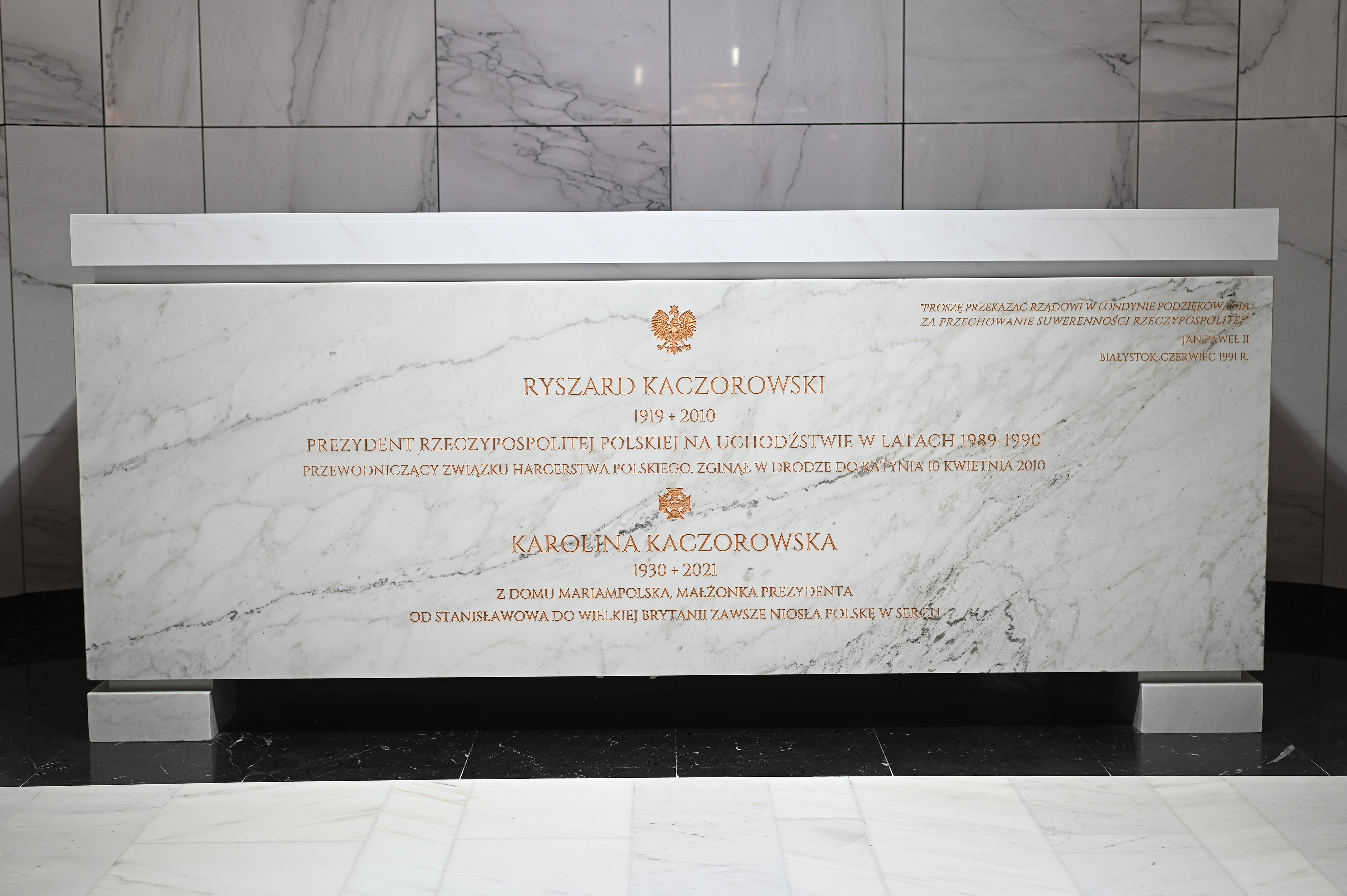
Sarkofag Prezydenta Ryszarda Kaczorowskiego i jego żony Karoliny w Mauzoleum Prezydentów Rzeczypospolitej Polskiej na Uchodźstwie w Świątyni Opatrzności Bożej w Warszawie

Zginął 10 kwietnia 2010 roku w katastrofie polskiego samolotu Tu-154M w Smoleńsku w drodze na obchody 70. rocznicy zbrodni katyńskiej.
Zwłoki byłego prezydenta zostały rozpoznane już w dniu tragedii, było to jednak, jak później się okazało, rozpoznanie nieprawidłowe. Ciało innej ofiary katastrofy zostało błędnie zidentyfikowane jako ciało Ryszarda Kaczorowskiego, choć – według ówczesnych komunikatów – było w grupie kilkunastu „najlepiej zachowanych”, tak że osoby je oglądające nie miały wątpliwości co do tożsamości.
Do Polski trumna z jego domniemanym ciałem przybyła 15 kwietnia 2010 roku i została wystawiona na widok publiczny w Belwederze.
19 kwietnia 2010 roku osoba mająca być Ryszardem Kaczorowskim została pochowana z honorami w Panteonie Wielkich Polaków warszawskiej Świątyni Opatrzności Bożej. Ceremonię pogrzebową poprzedziła Msza święta w archikatedrze św. Jana na Starym Mieście, której przewodniczył metropolita warszawski arcybiskup Kazimierz Nycz.
W październiku 2012 roku prokuratura zarządziła ekshumację grobu Ryszarda Kaczorowskiego, ponieważ śledczy po analizie dokumentacji medycznej doszli do wniosku, że w jego przypadku mogło dojść do pomyłki i zamiany ciał.
22 października 2012 roku dokonano ekshumacji w Świątyni Opatrzności Bożej, a także drugiej na Starych Powązkach, gdzie wydobyto trumnę z grobu Tadeusza Lutoborskiego, byłego prezesa Stowarzyszenia Rodzina Katyńska w Warszawie. Następnie trumny z ciałami dwóch ofiar katastrofy zostały przewiezione w konwoju do krakowskiego Zakładu Medycyny Sądowej. Tam nastąpiło ich protokolarne otwarcie i badanie zwłok przy pomocy tomografu komputerowego. Po badaniach ciała zabrano do Wrocławia, gdzie dokonano sekcji zwłok i pobrano próbki do badań DNA. Badania te potwierdziły błędną identyfikację ciał. Do odpowiedzialności za błąd podczas identyfikacji przyznał się Jacek Najder, w 2010 roku pełniący funkcję podsekretarza stanu w Ministerstwie Spraw Zagranicznych.
3 listopada 2012 roku w Świątyni Opatrzności Bożej w Warszawie odbyły się ponowne uroczystości pogrzebowe.
Od grudnia 2015 roku jego portret wraz z portretami pozostałych Prezydentów RP na uchodźstwie wisi na honorowym miejscu w holu ambasady RP w Londynie.
Wraz z otwarciem Mauzoleum Prezydentów RP na uchodźstwie, przy Świątyni Opatrzności Bożej 12 listopada 2022 r., szczątki Prezydenta oraz jego małżonki przeniesiono z Panteonu Wielkich Polaków do sarkofagu w Mauzoleum.

## Życie prywatne
Od 1952 roku był żonaty z Karoliną Kaczorowską, mieli dwie córki oraz pięcioro wnuków.

## Wyróżnienia

### Ordery i odznaczenia
11 listopada 1984 roku został odznaczony przez prezydenta RP na uchodźstwie E. Raczyńskiego Krzyżem Oficerskim Orderu Odrodzenia Polski za zasługi na polu emigracyjnej działalności niepodległościowej i społecznej, w szczególności wśród młodzieży harcerskiej.
Z tytułu objęcia urzędu Prezydenta RP z dniem 19 lipca 1989 roku został kawalerem Orderu Orła Białego.
W 2007 roku Ryszard Kaczorowski został wyróżniony Wawrzynem Polonijnym Stowarzyszenia „Wspólnota Polska”.
W 2004 roku został mianowany przez królową Elżbietę II honorowym kawalerem I klasy (Rycerzem Krzyża Wielkiego) brytyjskiego Orderu św. Michała i św. Jerzego. Wyróżnienie to otrzymał za wybitne zasługi dla Polonii brytyjskiej. Przez Jana Pawła II odznaczony Krzyżem Wielkim Orderu Piusa IX. Odznaczony także Krzyżem Pamiątkowym Monte Cassino, Krzyżem Więźnia Politycznego, Krzyżem Franciszkańskim oraz Krzyżem Armii Krajowej i Medalem Polonia Mater Nostra Est. Uhonorowany Medalem Konfederacji Jasnogórskiej. W listopadzie 2007 roku otrzymał Perłę Honorową Polskiej Gospodarki (w kategorii krzewienie polskich tradycji i wartości patriotycznych), przyznawaną przez redakcję Polish Market. 30 września 2008 roku Ryszard Kaczorowski został wyróżniony honorową odznaką „Zasłużony dla PLL LOT SA”. W maju 2009 roku otrzymał tytuł „Zasłużony dla Powiatu Bełchatowskiego”. Odznaczono go również Medalem Wdzięczności Muzeum Lotnictwa Polskiego „Summa Cum Laude”. W lutym 2010 roku z rąk ministra Radosława Sikorskiego otrzymał Odznakę Honorową „Bene Merito”.
Postanowieniem z 10 grudnia 2010 roku został odznaczony Krzyżem Kawalera Towarzystwa Zasługi Rycerskiego i Szpitalniczego Orderu św. Łazarza.

### Honorowe obywatelstwa
Otrzymał honorowe obywatelstwo Białegostoku, Chodzieży, Częstochowy, Drzewicy, Gdańska, Gdyni, Gorzowa Wielkopolskiego, Jeleniej Góry, Kielc, Krakowa, Krosna, Legionowa, Legnicy, Lublina, Łukowa, Mińska Mazowieckiego, Miasta i Gminy Niepołomice, Nowego Sącza, Opoczna, Opalenicy, Opola, Ostrołęki, Pabianic, Piastowa, Polic, Raciąża, Rogoźnicy, Rzeszowa, Siedlec, Sierpca, Sochaczewa, Supraśla, Świątnik Górnych, Tomaszowa Lubelskiego, Wadowic, Warszawy, Zakopanego, Zielonej Góry i Ziemi Podlaskiej.
16 kwietnia 2010 roku Sejmik Województwa Dolnośląskiego nadał mu tytuł Honorowego Obywatela Dolnego Śląska
W marcu 2011 roku został mu nadany tytuł Honorowego Obywatela Miasta Skierniewice. Skierniewice były ostatnim miastem, jakie oficjalnie odwiedził Ryszard Kaczorowski.

### Doktoraty honoris causa
Był doktorem honoris causa Uniwersytetu Wrocławskiego (1991), Akademii Medycznej w Białymstoku (1992), Uniwersytetu w Białymstoku (1998), Uniwersytetu Opolskiego (1998) oraz Uniwersytetu Kardynała Stefana Wyszyńskiego (2008).

### Inne wyróżnienia
Nadano mu tytuł honorowego prezydenta Wyższej Szkoły Menedżerskiej w Legnicy oraz wielkiego protektora Akademii Polonijnej w Częstochowie. Był Honorowym Protektorem Marszu Szlakiem I Kompanii Kadrowej.
W 2009 roku Naczelnik Harcerzy Związku Harcerstwa Polskiego poza granicami Kraju hm. Andrzej Borowy przywrócił do jednorazowego użytku stopień harcmistrza Rzeczypospolitej i nadał go Ryszardowi Kaczorowskiemu. Nominacja ta miała wyłącznie wymiar symboliczny, ponieważ przepisy ZHP nie przewidują stopnia harcmistrza Rzeczypospolitej.

## Upamiętnienie
Stworzono filmy dokumentalne mu poświęcone: Powrót prezydenta (1999, realizacja: Adam Dobroński, Mikołaj Wawrzeniuk), Wszystko, co nasze (2004, scenariusz: Jan Tarczyński, reżyseria: Przemysław Młyńczyk, Leszek Wiśniewski) oraz Moja Polska (2012, scenariusz: Cornelia Bauer, Grzegorz Gajewski, reżyseria: Grzegorz Gajewski).
W 2008 r. Poczta Polska wyemitowała w nakładzie 600 tys. sztuk należący do serii „Prezydenci Rzeczypospolitej Polskiej na uchodźstwie” znaczek pocztowy o nominale 1,45 zł upamiętniający Ryszarda Kaczorowskiego.
28 kwietnia 2010 roku Rada Miejska Gdyni nazwała imieniem Ryszarda Kaczorowskiego promenadę położoną na terenie miasta między ul. Bema a ul. Tetmajera; 29 kwietnia Rada Miejska Stalowej Woli zdecydowała o nazwaniu jego imieniem ronda położonego w mieście. 15 kwietnia 2010 roku Rada Miasta Świątnik Górnych nazwała imieniem Prezydenta RP Ryszarda Kaczorowskiego rondo łączące drogi wjazdowe od strony Krakowa i Mogilan – na styku ul. Krakowskiej i Bruchnalskiego. 2 maja 2010 roku odsłonięto poświęconą mu tablicę pamiątkową w Krośnie; 18 września tablicę pamiątkową umieszczoną na budynku przy al. Niepodległości 163 w Warszawie, gdzie Ryszard Kaczorowski mieszkał w latach 1998–2010, a 10 listopada tablicę pamiątkową w gmachu Urzędu Miasta przy ul. Śląskiej w Częstochowie. 29 sierpnia 2010 roku w Piastowie jego imieniem nazwano nowo powstałe rondo. 10 września 2010 roku odsłonięto upamiętniającą go tablicę pamiątkową pod Pomnikiem Nieznanego Sybiraka w Białymstoku. We wrześniu 2010 roku w Belsku Dużym powstała drużyna harcerska ZHP im. Prezydenta Ryszarda Kaczorowskiego.
25 marca 2011 roku podczas uroczystości w Świątyni Opatrzności Bożej Ryszardowi Kaczorowskiemu został nadany honorowy tytuł Seniora Kombatanta ZHP. 7 kwietnia 2011 roku podjęto uchwałę o nazwaniu imieniem Ryszarda Kaczorowskiego skweru przy ul. Kościeliskiej w Zakopanem. 10 kwietnia 2011 roku odsłonięto poświęconą mu tablicę pamiątkową w budynku Stacji Naukowej Polskiej Akademii Nauk w Wiedniu w Austrii. 8 maja 2011 roku odsłonięto wspólny pomnik Ryszarda Kaczorowskiego oraz Lecha Kaczyńskiego na terenie Sanktuarium Matki Bożej Trzykroć Przedziwnej w Koszalinie. 30 czerwca 2011 roku w Białymstoku odsłonięto tablicę pamiątkową poświęconą Ryszardowi Kaczorowskiemu na budynku dawnej szkoły nr 11 przy ul. Mazowieckiej 35, do której uczęszczał, oraz oficjalnie otwarto ulicę jego imienia (nowa ulica łącząca ul. Legionową z ul. Wiejską). 8 października 2011 roku odsłonięto pomnik przed siedzibą Akademii Polonijnej. 14 października 2011 roku Zespół Szkół Elektrycznych w Kielcach otrzymał imię ostatniego prezydenta RP na uchodźstwie – Ryszarda Kaczorowskiego. 18 listopada 2011 roku odsłonięto tablicę pamiątkową poświęconą Ryszardowi Kaczorowskiemu w Zespole Szkół nr 8 w Lublinie.
Nadano również imię Ryszarda Kaczorowskiego Publicznemu Gimnazjum nr 14 w Białymstoku.
10 marca 2012 roku odbyło się uroczyste otwarcie Obwodnicy Zachodniej Siedlec i nadanie nazw ulicom Prezydenta Ryszarda Kaczorowskiego i Prezydenta Lecha Kaczyńskiego oraz Rondu Pamięci Ofiar Katastrofy Smoleńskiej. 1 czerwca 2012 roku w Publicznym Gimnazjum nr 2 z Oddziałami Integracyjnymi i Sportowymi w Ostrowcu Świętokrzyskim miało miejsce nadanie szkole imienia Ryszarda Kaczorowskiego.
W 2013 roku Szkoła Podstawowa w Strabli przyjęła imię śp. Ryszarda Kaczorowskiego. 27 marca 2013 roku Rada Miasta Stargard fragmentowi ulicy Mieszka I nadała nazwę Prezydentów RP Lecha Kaczyńskiego i Ryszarda Kaczorowskiego. 9 kwietnia 2013 roku odsłonięto jego pomnik w Panteonie Bohaterów Sanktuarium Narodowego na Cmentarzu Poległych w Bitwie Warszawskiej w Ossowie. 26 listopada 2013 roku z udziałem Pani Prezydentowej, Karoliny Kaczorowskiej odsłonięto popiersie Prezydenta Ryszarda Kaczorowskiego w Mińsku Mazowieckim przy skwerze imienia Ryszarda Kaczorowskiego.
14 września 2014 roku 39 Wrocławskiej Drużynie Harcerzy „Bór” z ZHR-u nadano imię harcmistrza Rzeczypospolitej Ryszarda Kaczorowskiego.
23 marca 2017 roku decyzją Rady Miasta Wrocławia aleja, będąca obwodnicą Leśnicy, otrzymała imię Prezydenta Ryszarda Kaczorowskiego.
23 czerwca 2017 roku decyzją Rady Miasta Sochaczew ulica Hanki Sawickiej zmieniła nazwę na ulica Prezydenta Ryszarda Kaczorowskiego.
19 lutego 2019 roku znalazł się wśród 10 najwybitniejszych białostoczan 100-lecia Białegostoku, wybranych przez kapitułę powołaną przez Prezydenta miasta z okazji 100-lecia odzyskania niepodległości.
8 stycznia 2020 roku decyzją prezesa Instytutu Pamięci Narodowej na wniosek prezesa koła Związku Kombatantów RP i Byłych Więźniów Politycznych w Nowym Targu, grób R. Kaczorowskiego został wpisany do prowadzonej przez IPN ewidencji grobów weteranów walk o wolność i niepodległość Polski pod numerem ewidencyjnym 320.
12 listopada 2022 roku wraz z uroczystym złożeniem szczątków trzech Prezydentów RP na uchodźstwie (Władysława Raczkiewicza, Augusta Zaleskiego, Stanisława Ostrowskiego) w Mauzoleum Prezydentów RP na Uchodźstwie została również otwarta Izba Pamięci, w której Prezydent Kaczorowski został upamiętniony. Izba poświęcona Prezydentom RP na uchodźstwie została zaprojektowana przez Instytutu Pamięci Narodowej oraz Fundację „Pomoc Polakom na Wschodzie”.
W 2023 roku jedno z rond w Wysokiem Mazowieckiem otrzymało imię Prezydenta Ryszarda Kaczorowskiego.

## Galeria

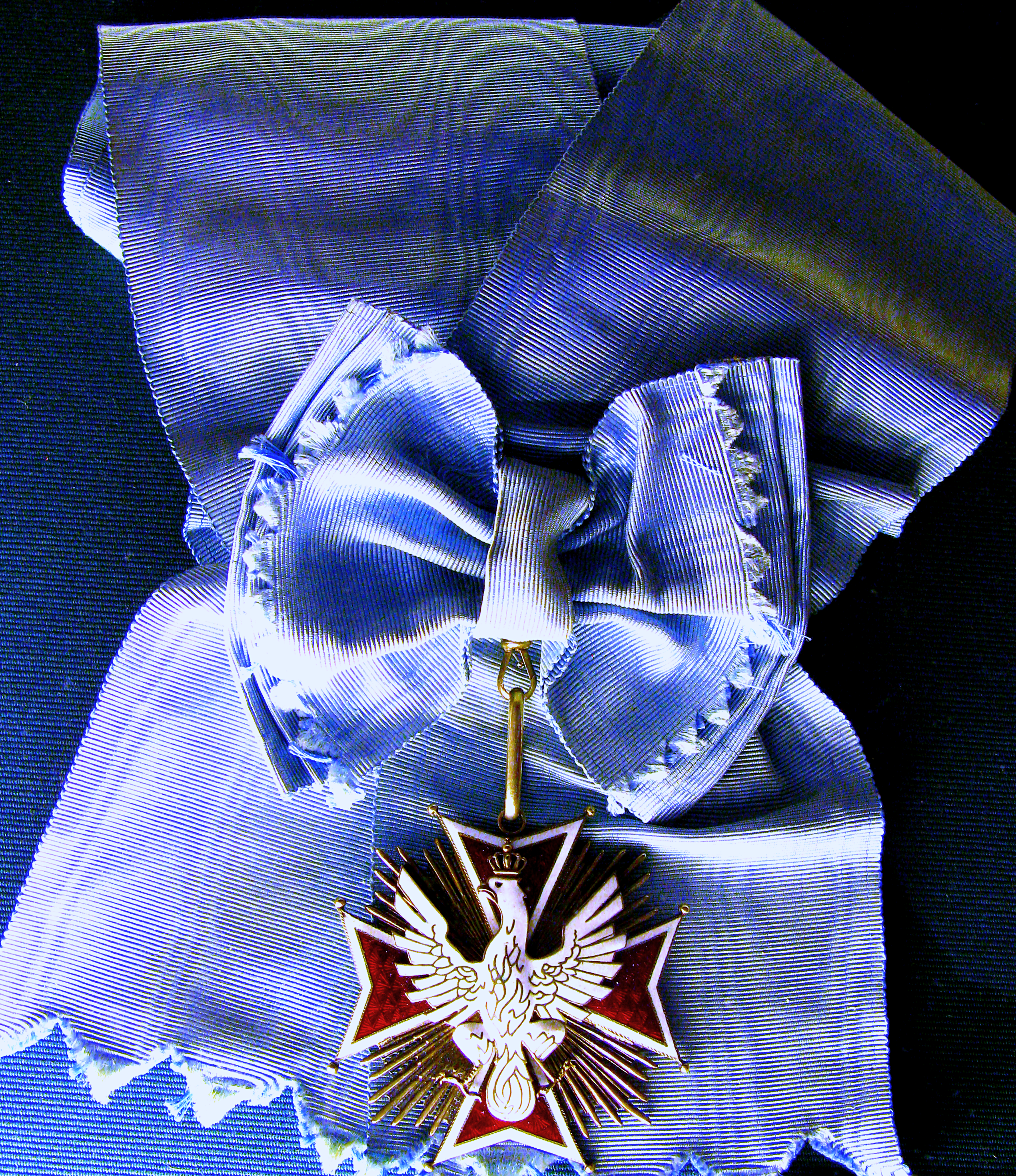
Krzyż i Wielka Wstęga Orderu Orła Białego, dziesiątego Wielkiego Mistrza tego orderu prezydenta RP na uchodźstwie Ryszarda Kaczorowskiego
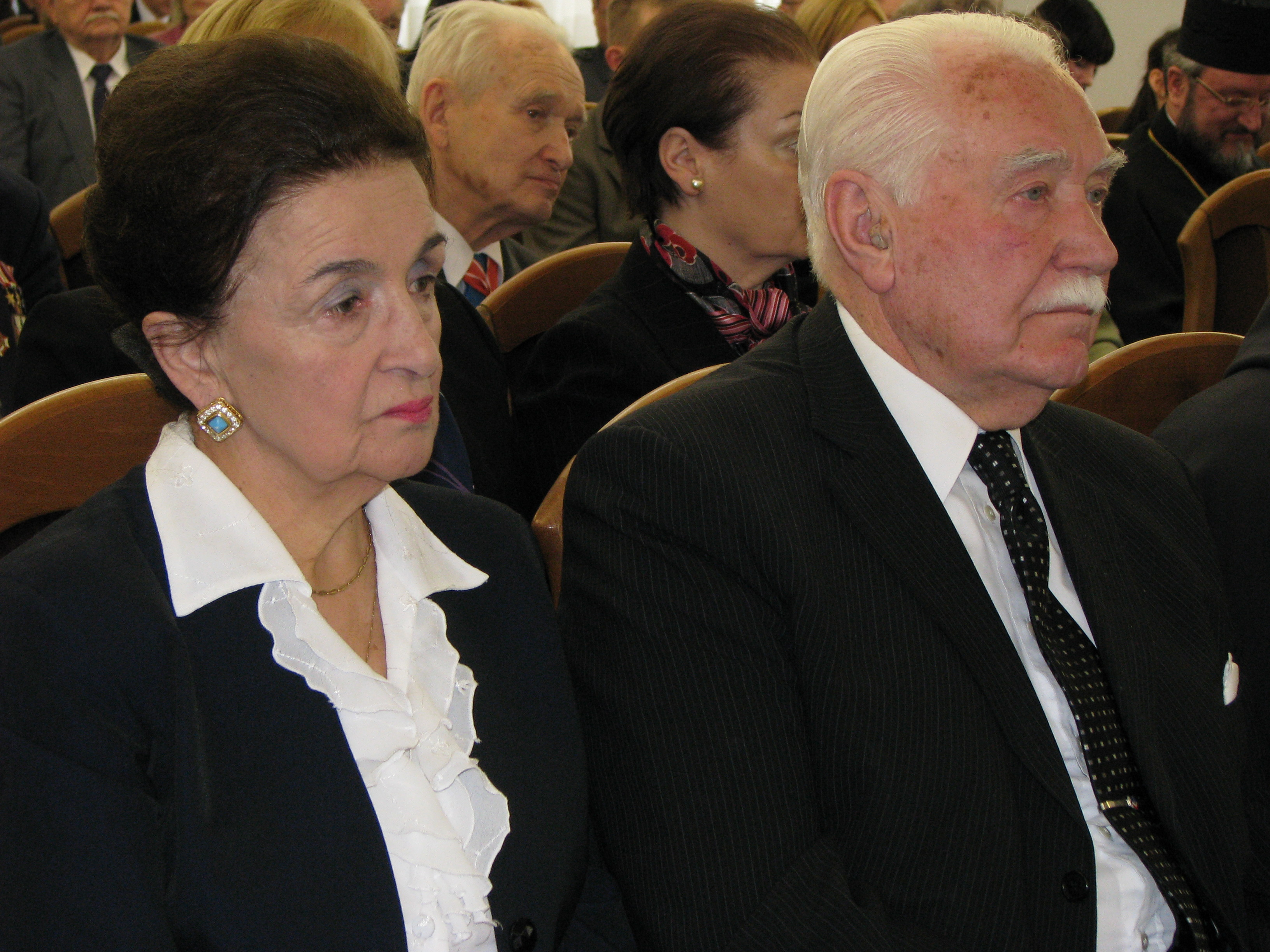
Ryszard Kaczorowski z żoną Karoliną – Warszawa, 27 lutego 2008
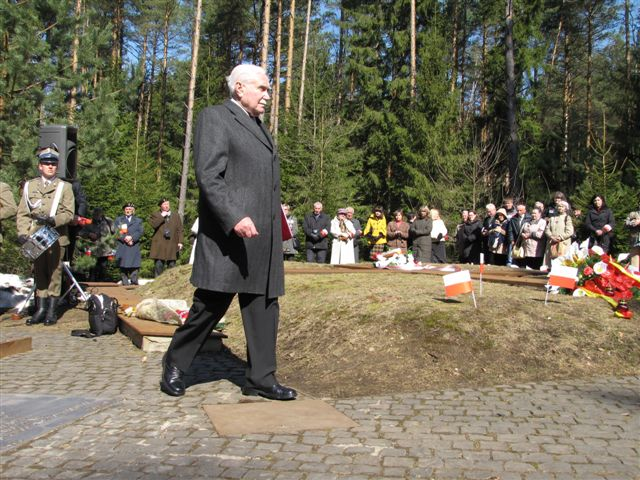
Prezydent Ryszard Kaczorowski, Polski Cmentarz Wojenny w Katyniu, 2009
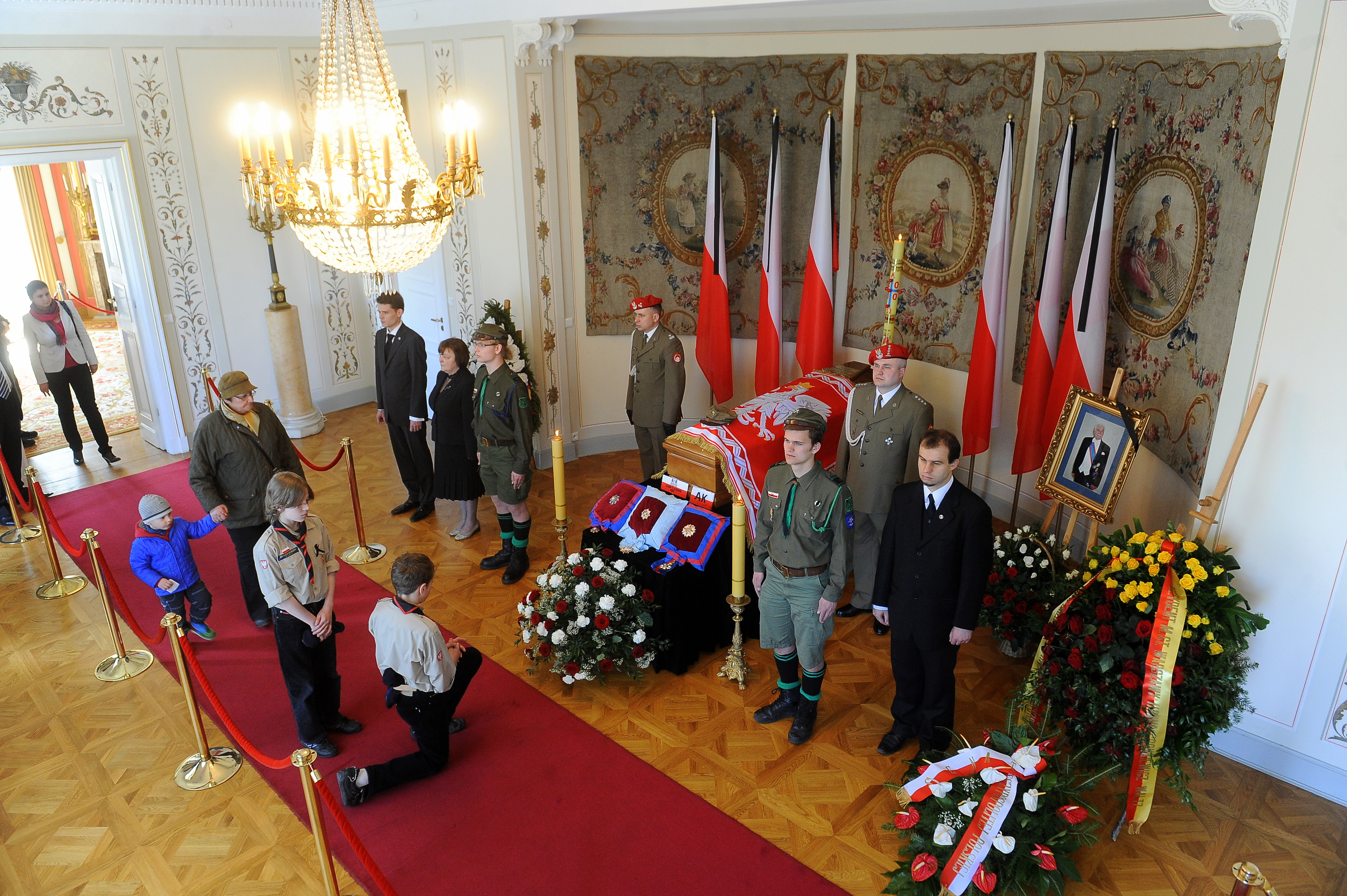
Trumna prezydenta Ryszarda Kaczorowskiego wystawiona w Belwederze
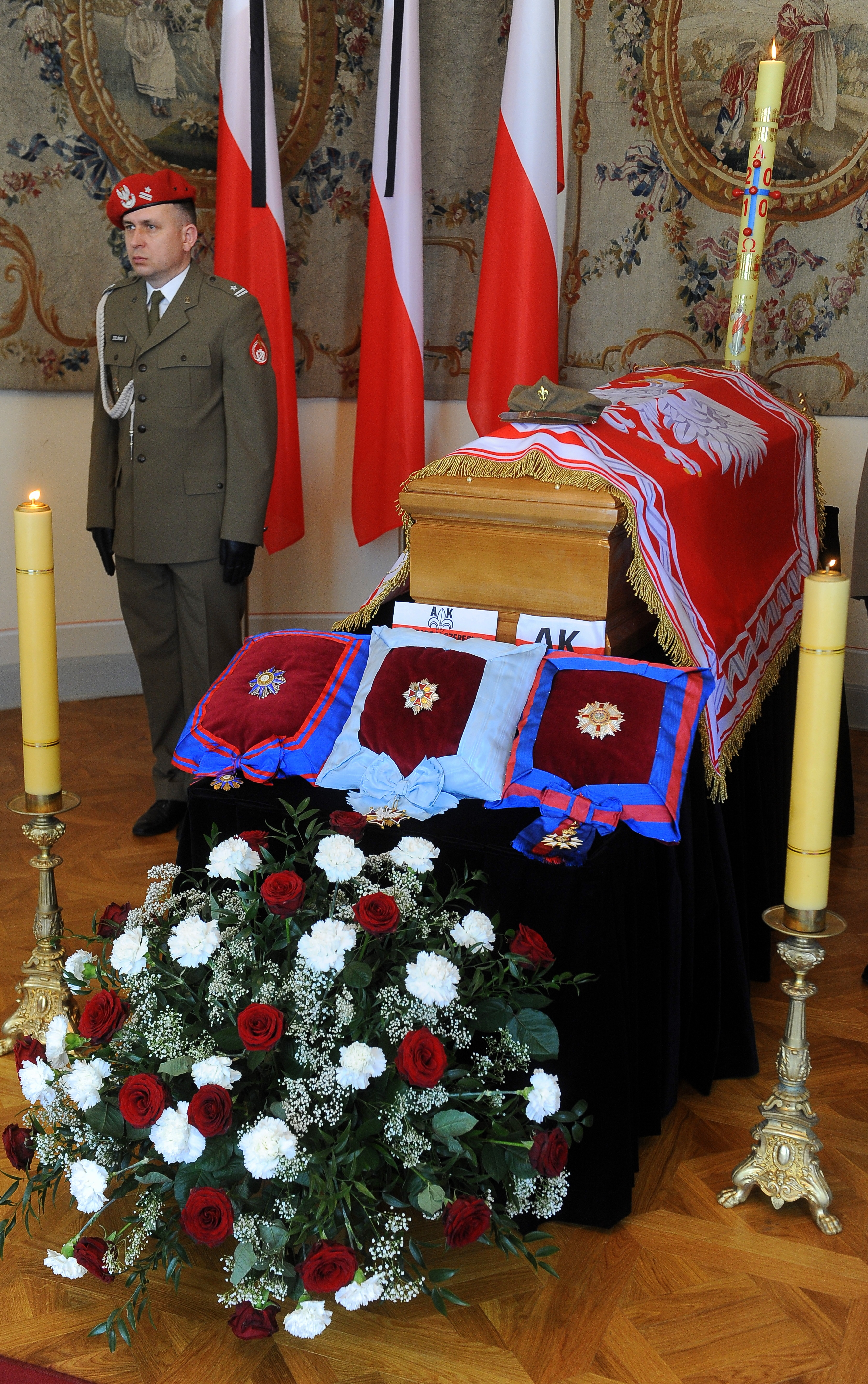
Trumna prezydenta Ryszarda Kaczorowskiego wystawiona w Belwederze
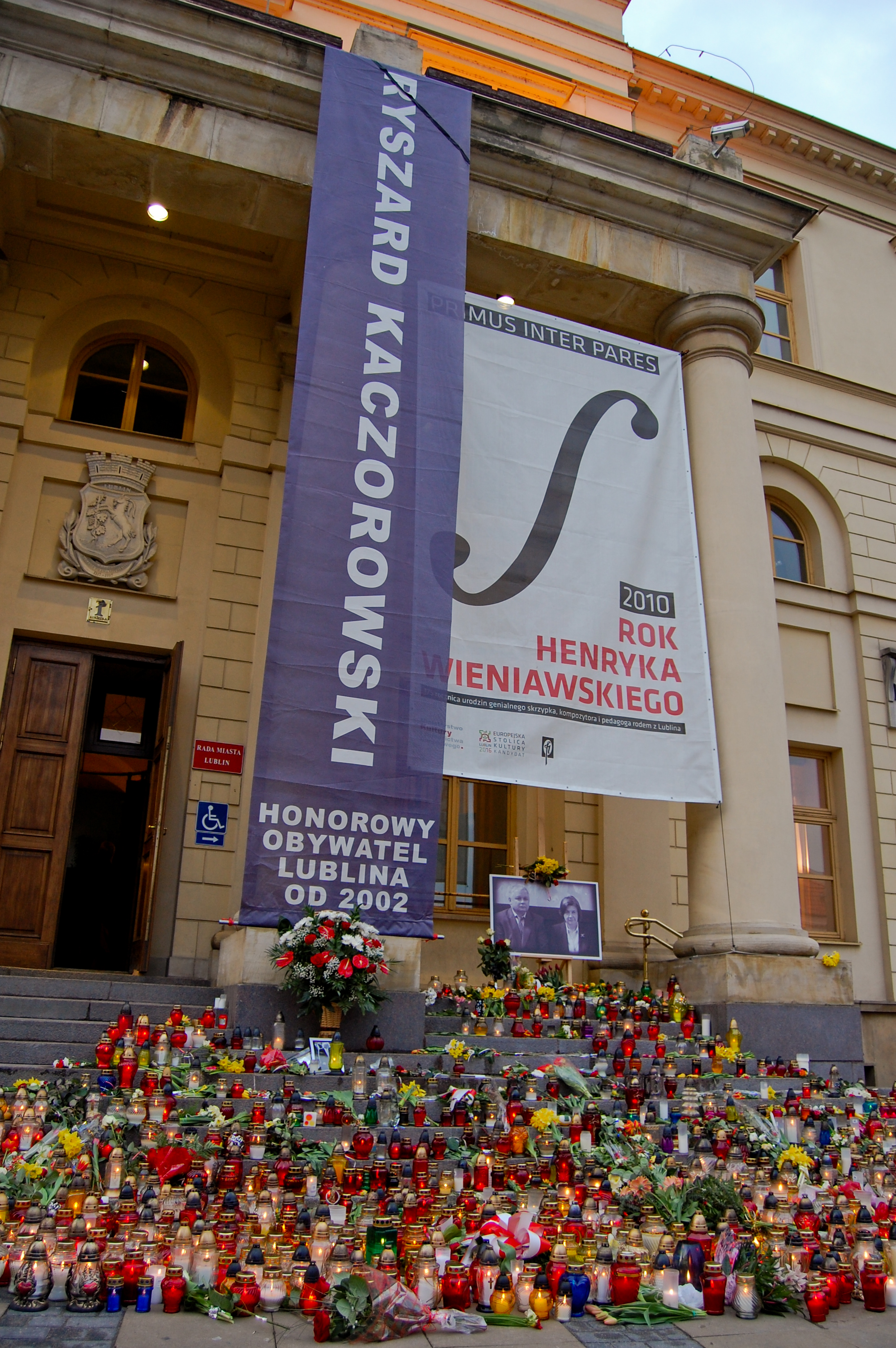
Lublin po katastrofie samolotu prezydenckiego. Kwiaty i znicze pod banerem upamiętniającym Ryszarda Kaczorowskiego – honorowego obywatela Lublina
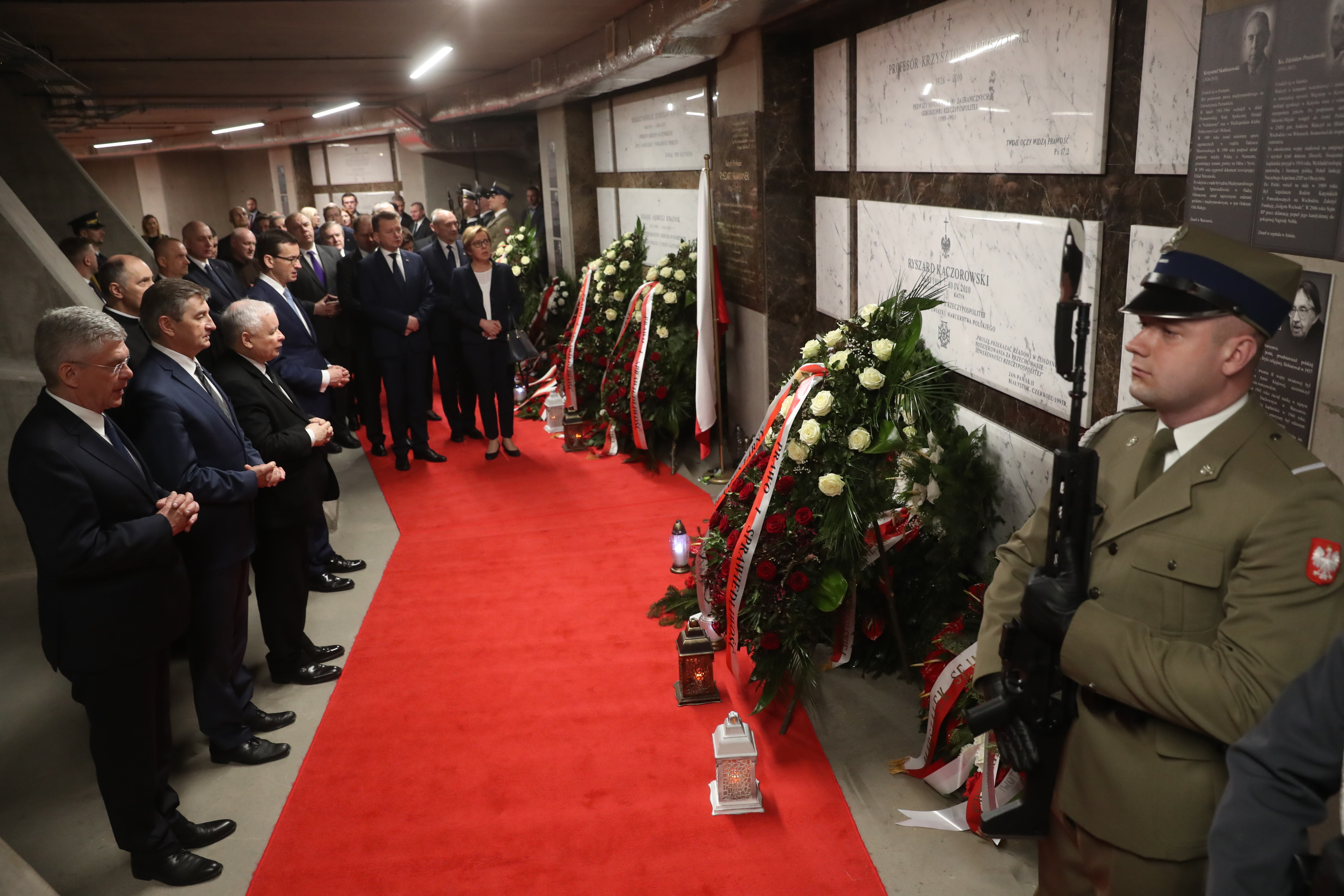
Marszałkowie Sejmu i Senatu, premierzy Jarosław Kaczyński i Mateusz Morawiecki składają wieńce przy grobie Ryszarda Kaczorowskiego, 10 kwietnia 2018
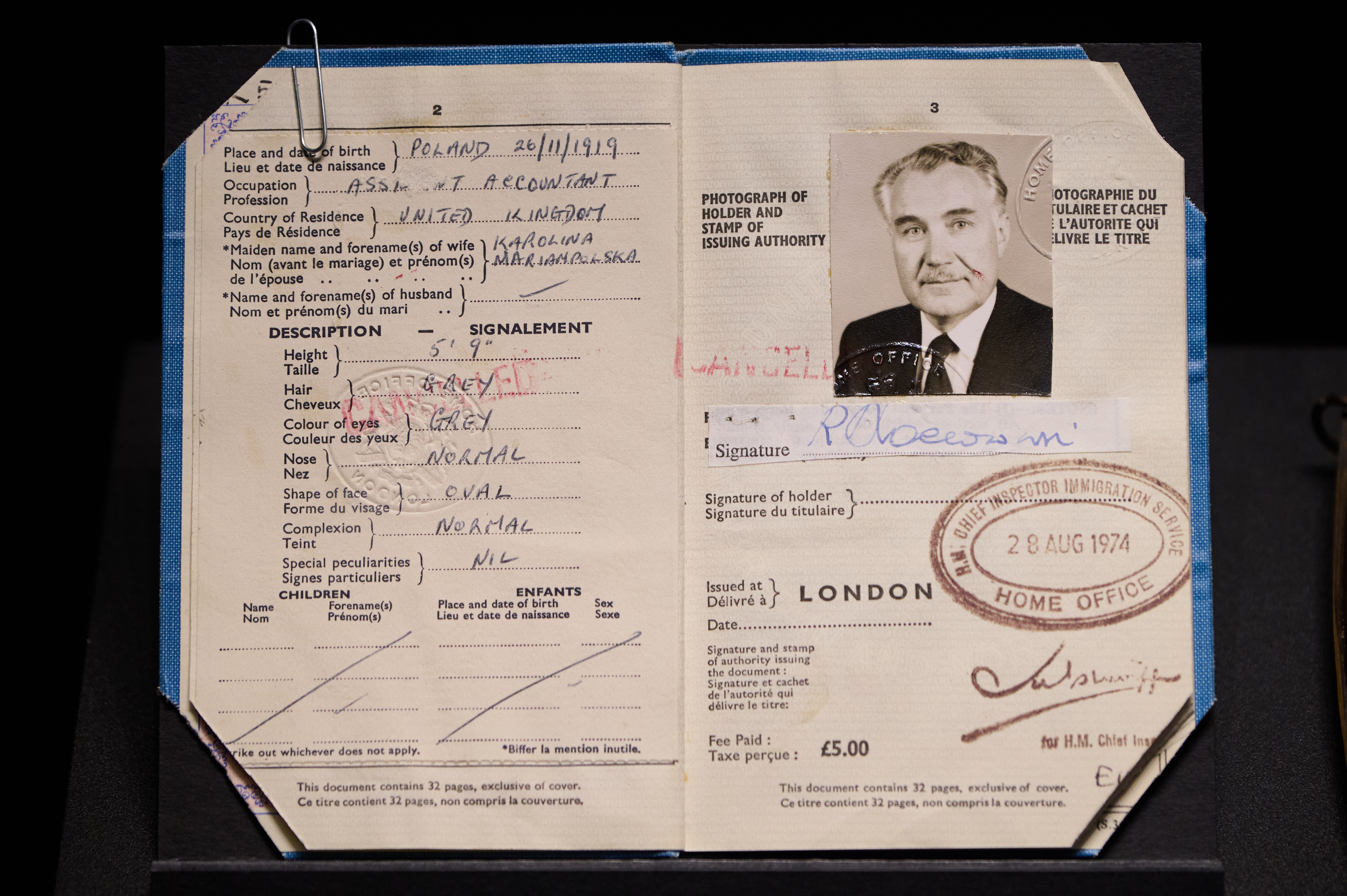
Dokument podróży Ryszarda Kaczorowskiego prezentowany w Izbie Pamięci Prezydentów RP na Uchodźstwie w Świątyni Opatrzności Bożej w Warszawie